# San Amaro (Burgos)
 (mai 2023).
La mise en forme du texte ne suit pas les recommandations de Wikipédia : il faut le « wikifier ».
Les points d'amélioration suivants sont les cas les plus fréquents. Le détail des points à revoir est peut-être précisé sur la page de discussion.
- Les titres sont pré-formatés par le logiciel. Ils ne sont ni en capitales, ni en gras.
- Le texte ne doit pas être écrit en capitales (les noms de famille non plus), ni en gras, ni en italique, ni en « petit »…
- Le gras n'est utilisé que pour surligner le titre de l'article dans l'introduction, une seule fois.
- L'italique est rarement utilisé : mots en langue étrangère, titres d'œuvres, noms de bateaux, etc.
- Les citations ne sont pas en italique mais en corps de texte normal. Elles sont entourées par des guillemets français : « et ».
- Les listes à puces sont à éviter, des paragraphes rédigés étant largement préférés. Les tableaux sont à réserver à la présentation de données structurées (résultats, etc.).
- Les appels de note de bas de page (petits chiffres en exposant, introduits par l'outil «  Source ») sont à placer entre la fin de phrase et le point final[comme ça].
- Les liens internes (vers d'autres articles de Wikipédia) sont à choisir avec parcimonie. Créez des liens vers des articles approfondissant le sujet. Les termes génériques sans rapport avec le sujet sont à éviter, ainsi que les répétitions de liens vers un même terme.
- Les liens externes sont à placer uniquement dans une section « Liens externes », à la fin de l'article. Ces liens sont à choisir avec parcimonie suivant les règles définies. Si un lien sert de source à l'article, son insertion dans le texte est à faire par les notes de bas de page.
- La présentation des références doit suivre les conventions bibliographiques. Il est recommandé d'utiliser les modèles {{Ouvrage}}, {{Chapitre}}, {{Article}}, {{Lien web}} et/ou {{Bibliographie}}. Le mode d'édition visuel peut mettre en forme automatiquement les références.
- Insérer une infobox (cadre d'informations à droite) n'est pas obligatoire pour parachever la mise en page.

Pour une aide détaillée, merci de consulter Aide:Wikification.
Si vous pensez que ces points ont été résolus, vous pouvez retirer ce bandeau et améliorer la mise en forme d'un autre article.
 (janvier 2025).
Pour les articles homonymes, voir Amaro.
San Amaro (Burgos) est un sanctuaire consacré à Amaro, pèlerin. Il se situe à Burgos, sur le Chemin de Compostelle, en Espagne. Le complexe sportif voisin porte également son nom.

## Le pèlerin

### Vie

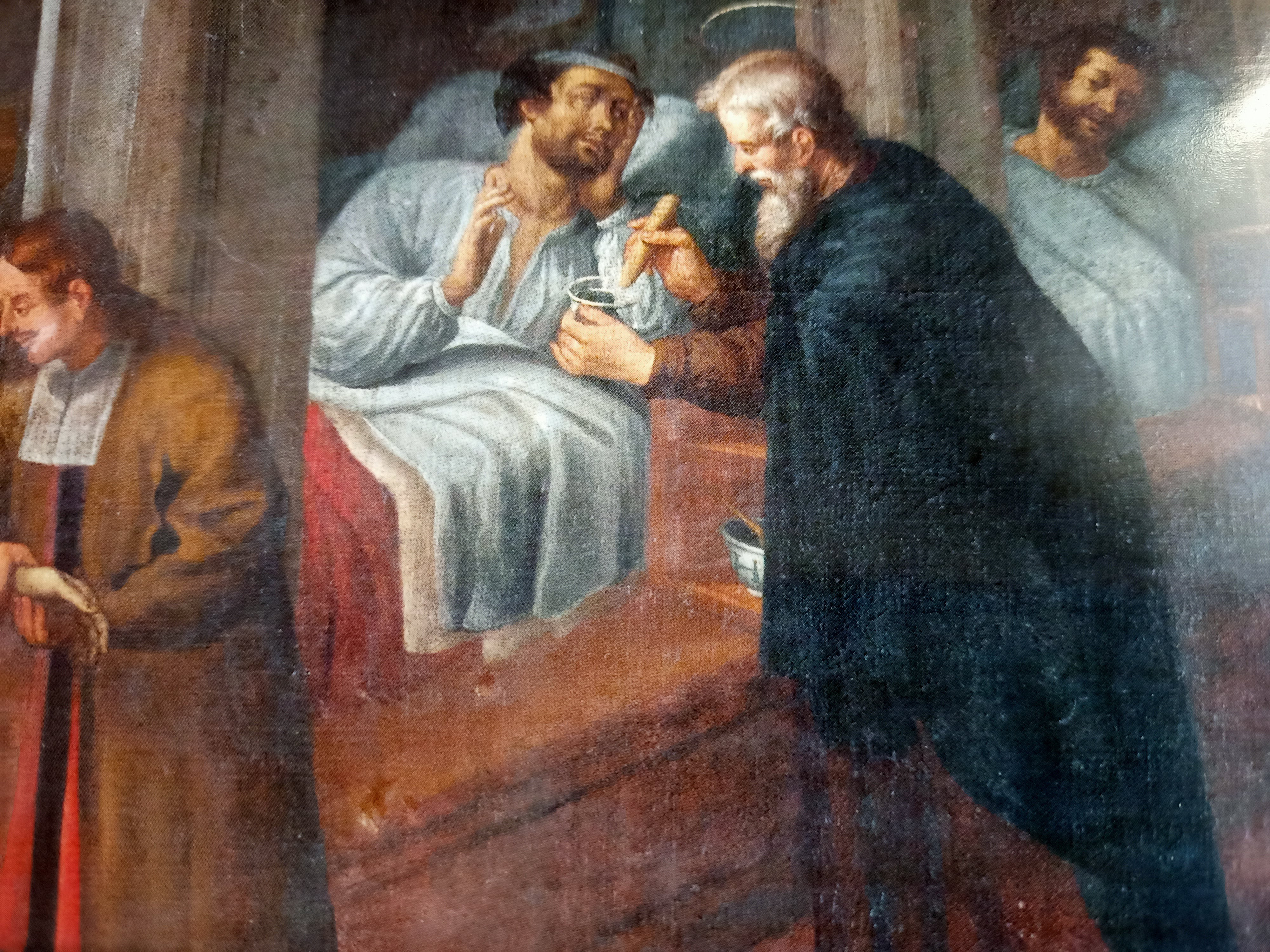
San Amaro soignant les malades

Il existe très peu d'informations vérifiables sur ce personnage. Il est vraisemblablement d'origine française et  les dates auxquelles il réside à Burgos ne sont pas connues.Aux alentours du XIIIe siècle, Amaro se rend en pénitence à Saint-Jacques de Compostelle. À son retour, il s'installe à Burgos où il dédie le reste de sa vie à s'occuper des malades, pauvres et pèlerins à l'Hospital del Rey, situé sur le Chemin de Saint-Jacques, à la sortie de la ville.
On raconte qu'au moment de sa mort, des lumières illuminèrent l'Hospital del Rey et les cloches se mirent à sonner sans intervention humaine. Les habitants des alentours accourent croyant à un incendie mais ils découvrent avec stupéfaction qu'il n'y a pas de flammes .
Il est enterré dans le cimetière de l'Hospital del Rey où sa tombe est objet de recueillement et de culte par les habitants de Burgos.
San Amaro est fêté le dix mai . Un hymne lui est dédié ainsi qu'une neuvaine.

## Le sanctuaire

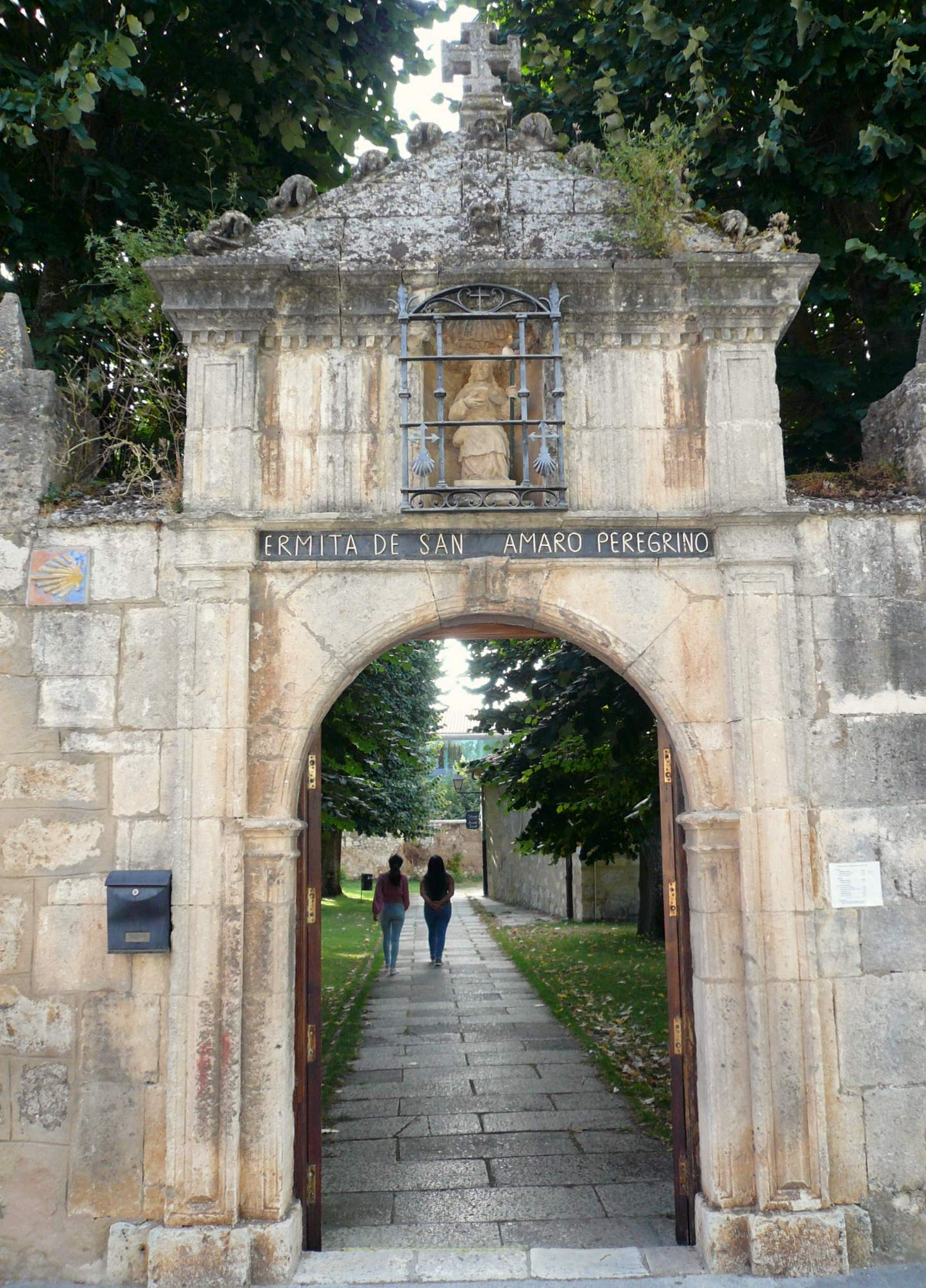
Entrée du sanctuaire de San Amaro (Burgos)

Le sanctuaire appartient au Patrimoine National Espagnol.

### Localisation
Situé à Burgos, Castille et Léon, Espagne, il se trouve à la sortie ouest du parc du Parral, à côté de l'Hospital del Rey (siège actuel de l'Université de Burgos).

### Histoire
San Amaro est enterré dans le cimetière qui jouxte l'Hospital del Rey (ce cimetière est utilisé jusqu'au XIXe siècle). À la fin du XVe et durant le XVIe siècle, la renommée de San Amaro est prouvée dans les livres qui relatent sa vie. Une chapelle est construite sur le lieu où, selon la tradition, se trouve sa tombe.
En 1614, le frère Pedro de Lazcano, de l'Hospital del Rey, reconstruit l'enceinte et fait sculpter un sarcophage en pierre (attribué à l'entourage du sculpteur Juan de Ruiseco Maza).
Différentes réformes ont lieu au XXe et XXIe siècles.

### Description
Le sanctuaire se trouve au centre de l'ancien cimetière de l'Hospital del Rey. Il est simple, construit en pierre de taille, sa forme est rectangulaire. L'écusson de l'Hospital del Rey surplombe la porte d'entrée de la chapelle.
Le sanctuaire en pierre de San Amaro le représente couché, les mains jointes, vêtu d'une soutane, longue barbe, bonnet de pèlerin avec deux bâtons de pèlerin croisés, rosaire autour du cou. Une inscription au bas de la tête du gisant dit: Año de mil seiscientos catorce, siendo veedor Fray P. Lazcano de este Real Hospital hizo reedificar esta ermita del Señor San Amaro a costa de dicho Hospital. Y este sepulcro del dicho santo hizo hacer a su costa. Sea para honra y servicio de Nuestro Señor. Cette sculpture est attribuée au sculpteur Juan de Ruiseco Maza, actif à cette époque à Burgos. Jusqu'au XVIIIe siècle une clôture en fer l'entoure.
En 1691 des dévôts commandent au peintre Juan del Valle douze tableaux retraçant les moments principaux de la vie du saint. Onze d'entre eux se trouvent dans le sanctuaire.
Le retable du maître-autel est de style néo-gothique (1907) et abrite une statue de bois représentant San Amaro datée du milieu du XVIIe siècle. Une copie de cette statue se trouve à l'entrée de l'auberge des pèlerins du centre de Burgos (casa del Cubo). Un petit retable des alentours de 1630 représentant la Vierge de Bethléem se trouve à droite du maître-autel.
Jusqu'il y a une vingtaine d'années de nombreux ex-votos ornaient les parois de l'édifice,.
Les restes de pierres tombales autour de l'édifice datent du 19e siècle.
Entrée de l'enceinte: croix, têtes de mort, patte d'oie.
Sa petite cloche en bronze (environ 47 kg) porte l'inscription SANCTE AMARE ORA PRONOBIS AÑO 1684 .
Le Patrimoine National espagnol prévoit des travaux d'amélioration du mur de l'enceinte pour 2023.
Le  sanctuaire est ouvert tous les jours  et les pèlerins peuvent y faire tamponner leur crédentiale.

## Le complexe sportif
Le complexe sportif San Amaro est inauguré en 1980 et compte 55.000 m2. Il se trouve à proximité du sanctuaire du même nom. Ce terrain a été occupé antérieurement par une caserne vétérinaire et un marché aux bestiaux. Il abrite actuellement un terrain de rugby-football (Bienvenido Nieto)( stade du club de rugby Aparejadores), une piste d'athlétisme (Purificación Santamarta), un module couvert d'athlétisme, un court de tennis, quatre pistes de padel, deux terrains de squash, une piscine couverte, deux piscines extérieures ( Marta Fernandez Infante), un gymnase et un grand parking. Des concerts sont organisés sur le terrain de rugby-football.

## Galerie

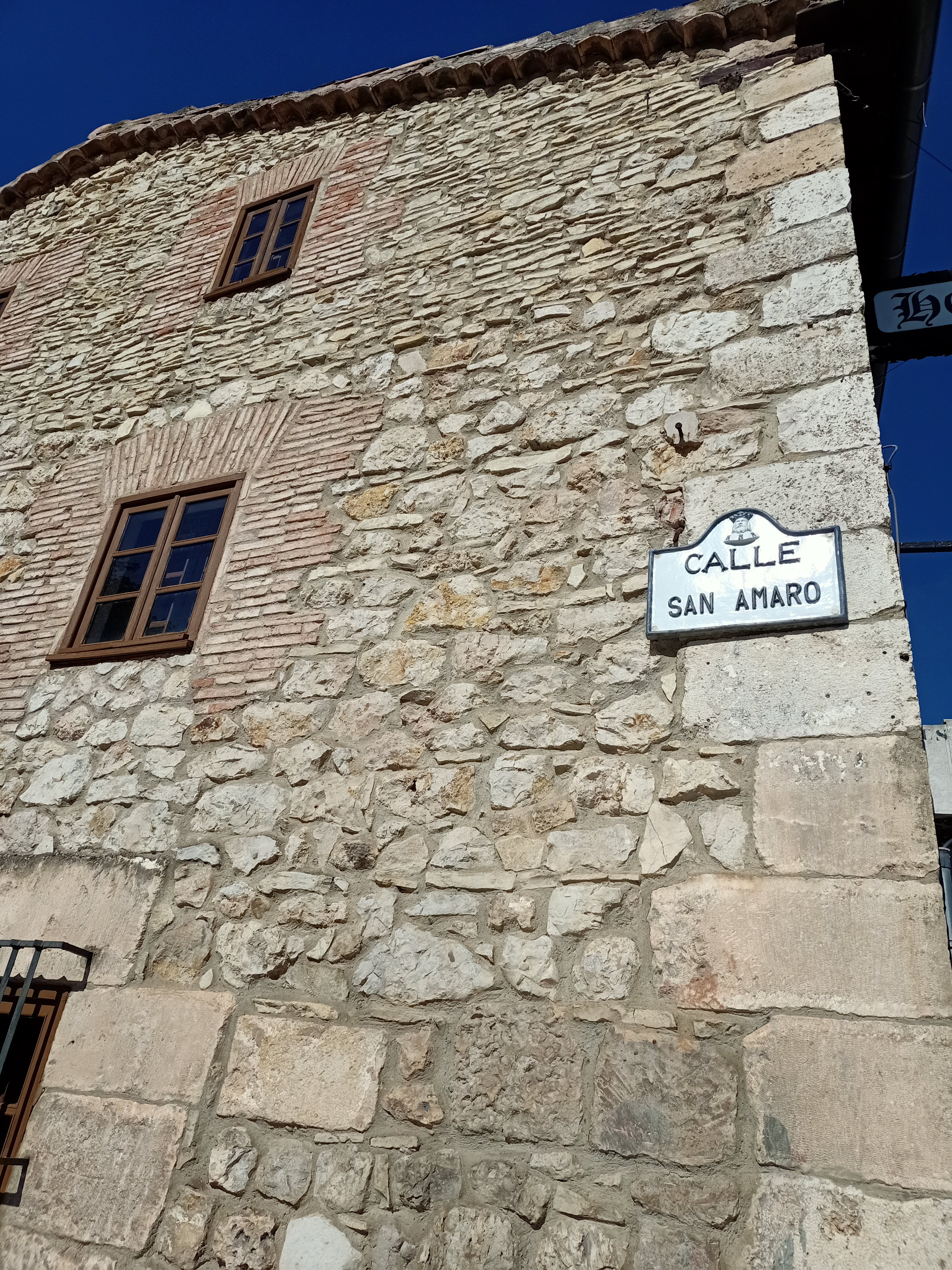
Calle San Amaro Burgos